# The Crimson Gardenia
The Crimson Gardenia és una pel·lícula muda de la Goldwyn Pictures i la Rex Beach Pictures Co. dirigida per Reginald Barker i protagonitzada per Owen Moore i Hedda Nova. La pel·lícula, basada en el relat del mateix títol de Rex Beach (1916), es va estrenar el 18 de maig de 1919.

## Argument
Avorrit i anhelant noves emocions, el milionari novaiorquès Roland Van Dam viatja a Nova Orleans durant el Mardi Gras. Per culpa de la disfressa que porta, l'atractiva Madelon Dorette el confon per Emile Le Duc, un cosí seu, un pres evadit amb qui s'havia de trobar i que com que no havia vist mai havia de portar una gardènia vermella. Emile és el cap d'una banda de falsificadors i aquests, pensant que els trairà, capturen Roland, però aquest s'escapa. Quan Emile mor, la gent de la banda convencen Madelon que Roland és un agent secret i que ha matat a Emile. Ella atrau a Roland a casa del seu vell oncle, el cap de la colla. Allà tots dos són atrapats i quan ella no veu escapatòria s'adona que Roland és innocent. Durant un interrogatori Roland despenja del seu ganxo el receptor d'un telèfon del ganxo i l'operadora sent el que està passant i avisa la policia. Un cop salvats Roland es casa amb Madelon.

## Repartiment
- Owen Moore (Roland Van Dam)
- Hedda Nova (Madelon Dorette)
- Hector V. Sarno (Emile Le Duc)
- Sydney Deane (Papa la Forge)
- Alec B. Francis (Mr. Bunniman)
- Tully Marshall (Alfred le Duc)
- Sidney Ainsworth (François)
- Kate Lester (Mrs. Banniman)
- Edwin Stevens (Jean)
- Gertrude Claire (Mere Felice)
- Betty Schade (Eleanor Bunniman)